# Enseigne de pèlerinage

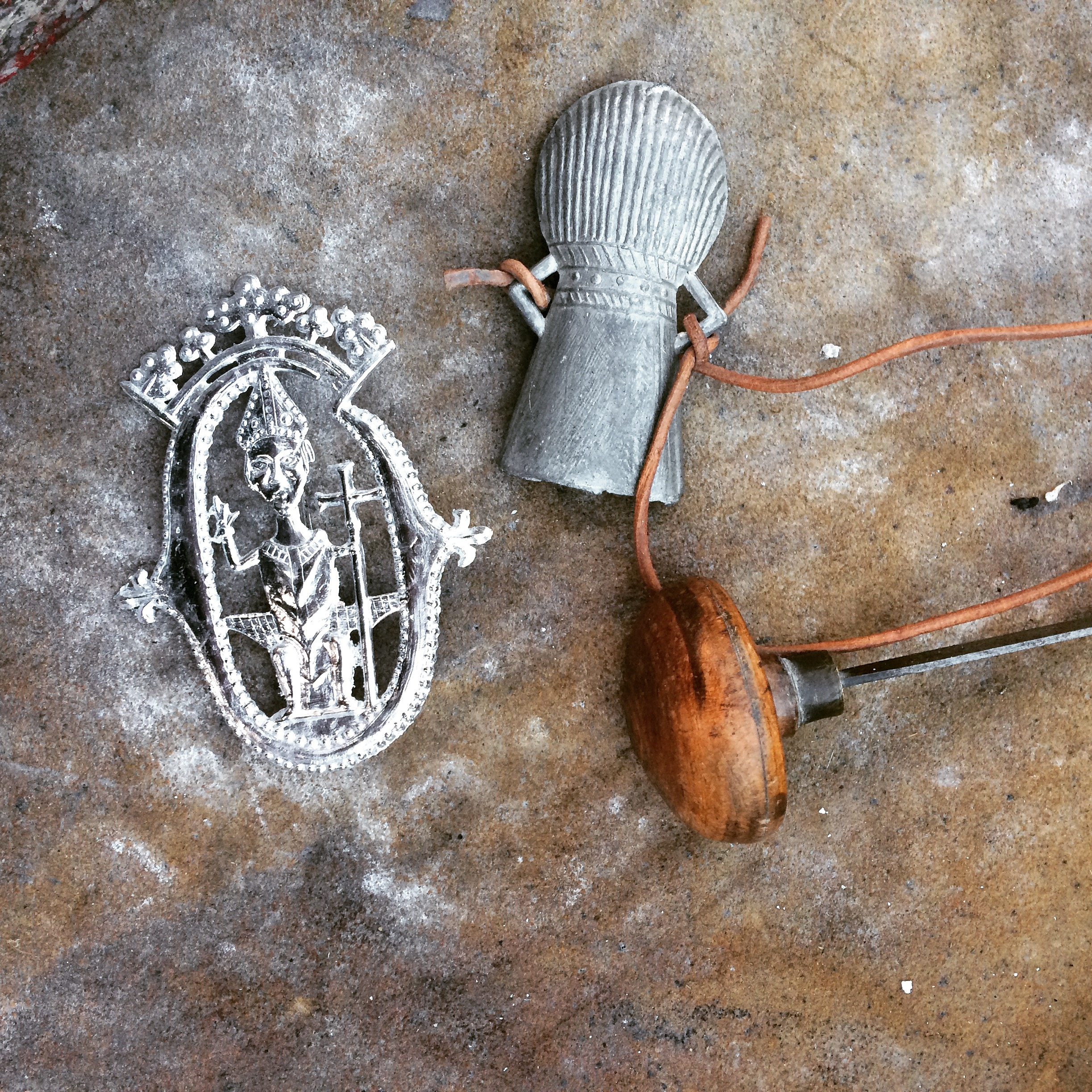
Une réplique moderne en alliage de plomb. Fabriqué par Colin Torode, répliques Lionheart. Image du Digital Pilgrim Project.

Une enseigne de pèlerinage est une décoration portées par certains pèlerins chrétiens lors d'un voyage vers ou au retour d'un lieu de pèlerinage. Elles sont devenues très populaires parmi les catholiques à la fin de la période médiévale. Généralement fabriqués en alliage de plomb et d'étain, elles étaient vendues comme souvenirs sur les lieux de pèlerinage et portaient des images liées au saint qui y était vénéré. La production d'enseignes de pèlerinage a prospéré au Moyen Âge en Europe, particulièrement aux XIVe et XVe siècles, mais a décliné après la Réforme protestante du milieu du XVIe siècle. Des dizaines de milliers d’entre eux ont été découverts depuis le milieu du XIXe siècle, principalement dans des cours d'eau. Ensemble, ils constituent le plus grand corpus d’objets d’art médiévaux ayant survécu jusqu’à aujourd’hui.
Les lieux de pèlerinage abritaient des reliques d'un saint : le corps entier, une partie du corps ou un objet significatif possédé ou touché par le saint. On peut citer de nombreux exemples : Thomas Becket martyrisé à la cathédrale de Canterbury, Saint-Jacques-de-Compostelle en Espagne, Cologne en Allemagne, Notre-Dame de Rocamadour et bien sûr Jérusalem. Leurs enseignes portaient des images iconiques et facilement reconnaissables, comme la coquille Saint-Jacques, l'Adoration des Mages, Saint Pierre ou la Croix de Jérusalem. Les sanctuaires dédiés à la Vierge Marie étaient courants dans toute la chrétienté, tout comme les enseignes associées. Elles la représentent souvent tenant l'Enfant Jésus, ou simplement un M, la première lettre de son nom.
Cette pratique se perpétue aujourd’hui. Par exemple, les chevaliers et les dames de l'Ordre équestre du Saint-Sépulcre reçoivent un insigne de pèlerin lorsqu'ils se rendent en Terre Sainte.

## Origines

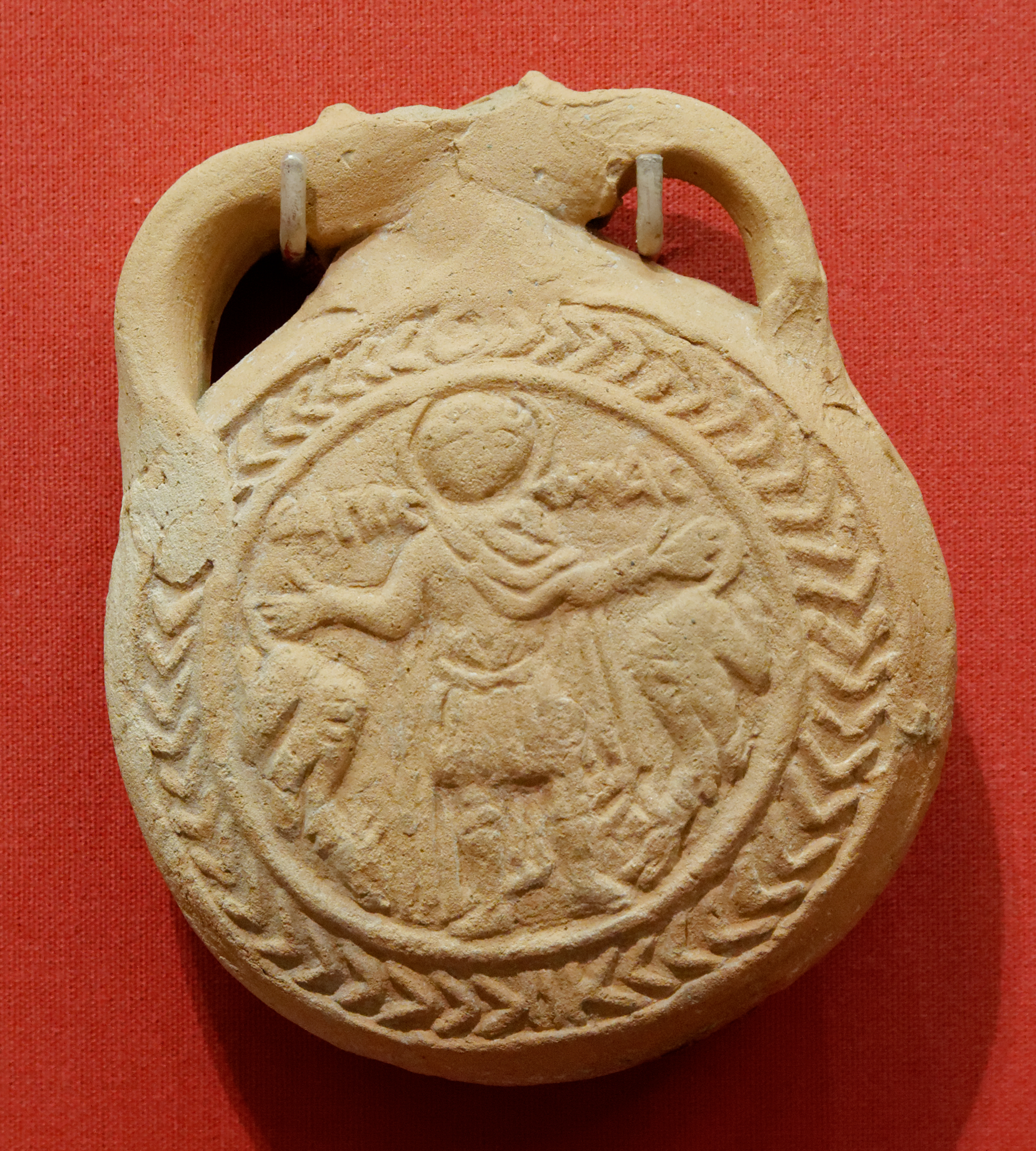
Ampoule de pèlerin en argile daté entre les IVe et VIIe siècle associé au pèlerinage de Saint Ménas.

Diverses pratiques culturelles ont convergé pour donner naissance à l'enseigne de pèlerinage. Les pèlerins recherchaient depuis longtemps des souvenirs naturels de leur destination pour commémorer leur voyage et rapporter chez eux un peu du caractère sacré du site.
Le premier « insigne » de pèlerin, toujours emblématique, est probablement la coquille Saint-Jacques portée par les pèlerins de Saint-Jacques-de-Compostelle. En plus des insignes, les vendeurs sur les lieux saints vendaient des ampoules (ampullae), de petites fioles en argile conçus pour transporter l'eau bénite ou l'huile du site. Les exemplaires métalliques (plomb et étain) ultérieurs dérivent d'ampoules en argile vendues dès le Haut Moyen Âge aux pèlerins de Terre Sainte et d'autres sites d'Afrique du Nord et du Moyen-Orient. Ces dernières portaient souvent des images de la vie du saint. 
Les enseignes et les ampoules étaient portés pendant le voyage et permettaient aux pèlerins de s'identifier entre eux, et d'indiquer les saints visités. Une enseigne était également un accessoire artistiquement lisible et abordable que le pèlerin médiéval ordinaire pouvait porter.

## Fabrication et utilisation

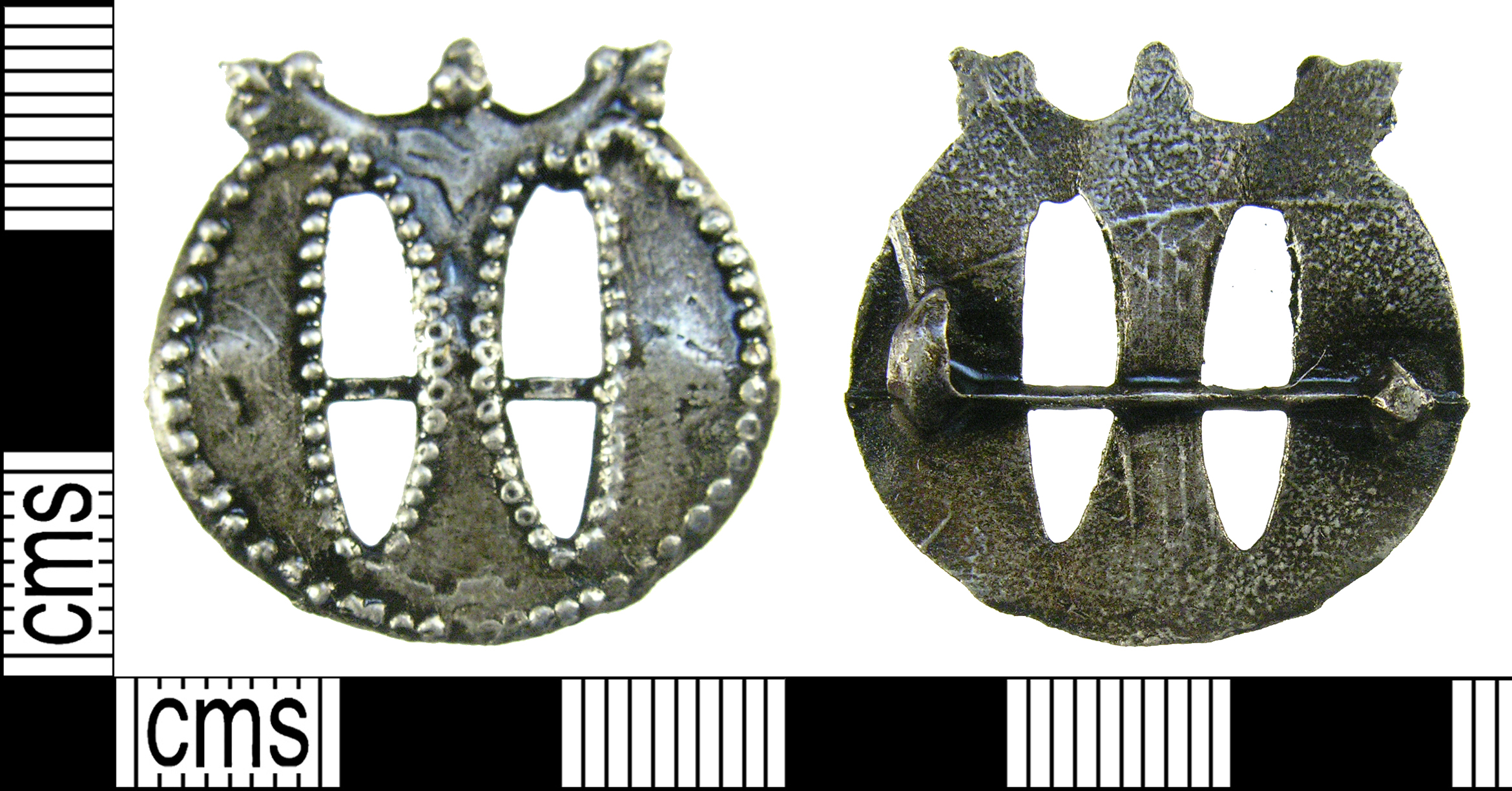
Un monogramme médiéval en alliage de plomb représentant un insigne de pèlerin de Marie. L'insigne a la forme d'un « M » lombard surmonté d'une couronne.

Les enseignes de pèlerinage étaient fabriqués en masse à bas prix dans un alliage de plomb et d'étain, coulés dans des moules en bronze, ou, plus rarement, par emboutissage. Fraîchement cet alliage est brillant et lumineux, mais il se ternit rapidement. Leur reproduction aisée et leur matériau modeste en faisaient des objets abordables pour une large part de la population. Les enseignes britanniques ont souvent une épingle ou un fermoir intégré au revers, tandis que les enseignes d'Europe continentale sont généralement munies d'œillets destinés à la couture, mais ce n'est pas une règle absolue.
Les pèlerins portaient ces enseignes sur leurs vêtements extérieurs et leurs chapeaux, ou en pendentif autour du cou. Certains étaient spécialement conçus pour être fixés au sommet des bourdons de pèlerin.
Pour fabriquer des enseignes fines en alliage de plomb, les fabricants devraient maîtriser un alliage eutectique. Seul un rapport spécifique permettait de couler le plomb et l'étain pour tirer le meilleur parti de ces métaux peu chers. La qualité des enseignes pouvait varier considérablement ; certaines étant naïves et grossières tandis que d'autres témoignaient d'un grand savoir-faire artisanal.
Les ampoules étaient généralement plus difficiles à fabriquer que les enseignes, nécessitant un processus appelé moulage par embouchure. Des exemplaires beaucoup plus rares ont été fabriqués en métaux précieux (or, argent) pour les pèlerins aisés. Ils ont été pour la plupart recyclés pour leurs matériaux au cours des siècles.
À la fin du Moyen Âge, des enseignes en métal fin et précieux étaient spécifiquement fabriquées pour être cousues dans des livres. Certains manuscrits les conservent, ou bien portent leur empreinte sur les pages où elles se trouvaient. Alors que les artistes sont de plus en plus fascinés par le trompe l'œil, des représentations d'enseignes peintes apparaissent dans les marges des livres de prières.
Les sanctuaires les plus populaires ont vendu  plus de 100 000 enseignes par an, en faisant le premier souvenir touristique produit en masse.

## Archéologie
Aujourd’hui, dans toute l'Europe, la plupart des enseignes de pèlerinage sont récupérées dans ou à proximité des cours d'eau. Le Lynn museum de Norfolk possède une grande collection d'enseignes médiévales été collectées au XIXe siècle par des enfants, que l'antiquaire local payait pour leurs trouvailles. À Paris, ces enseignes nombreuses ont été regroupées sous le nom de plombs de la Seine, ou plombs historiés. 
Une théorie archéologique suggère que les pèlerins médiévaux croyaient que les badges porteraient chance s'ils étaient jetés dans l'eau, mais cette théorie est désormais contestée. De nombreuses enseignes de la collection du musée de Salisbury ont été découvertes lors de la fouille des égouts médiévaux de la ville. Ceci, parmi d’autres éléments, suggère qu’ils ont été simplement jetés.

## Utilisation moderne
Le symbole de la coquille Saint-Jacques est utilisé pour marquer le chemin de Saint-Jacques-de-Compostelle, tandis que la pratique de la collecte et du port d'une coquille se poursuit. C'est un symbole qu'on retrouve également chez les pèlerins du Mont-Saint-Michel.

## Imagerie

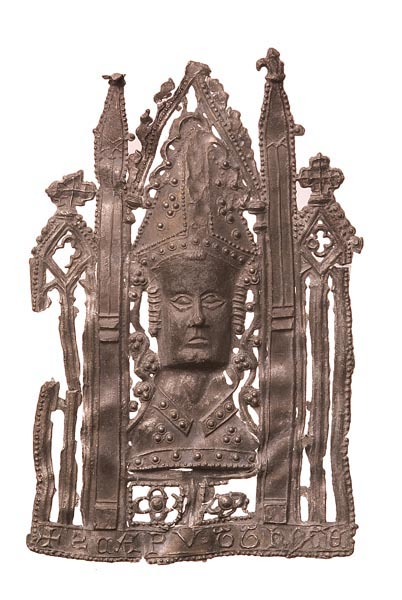
Enseigne représentant le reliquaire de la tête ornée de saint Thomas Becket.

L’étude de l’imagerie des enseignes de pèlerinage conduit rapidement à l’identification du sanctuaire ou du saint qui leur est associé. Par exemple, saint Thomas de Canterbury est souvent représenté martyrisé par un groupe de quatre chevaliers. L'iconographie de la coquille Saint-Jacques le long du chemin de Saint-Jacques jusqu'au sanctuaire de Saint-Jacques dérive de coquillages collectés par les pèlerins sur la plage. La relique de la tête de saint Jean-Baptiste, vénérée à Amiens, est représentée sous la forme d'un visage sur une assiette. Les images sont fréquemment liées aux types iconographiques trouvés sur des œuvres d’art monumentales.
Au Moyen Âge, les enseignes étaient aussi fabriquées à des fins autres que celles de souvenirs de pèlerinage. D'autres badges, avec des motifs tels que des jetons d'amoureux et des mini-broches, étaient peut-être une forme de bijoux bon marché. Les insignes érotiques montrant des phallus ailés ou des vulves habillés en pèlerins sont prolifiques, bien que leur signification culturelle soit encore débattue. Contempler une collection de souvenirs de pèlerins et d’insignes médiévaux, c’est avoir un aperçu du monde visuel de la chrétienté médiévale.
En Angleterre, la tradition de fabriquer et de porter des enseignes de pèlerin s'est éteinte au début du XVIe siècle, lorsque le pèlerinage a d'abord décliné en popularité, puis a été complètement interdit lorsque le pays est devenu anglican lors de la Réforme anglaise, lorsque le pèlerinage a été considéré comme une superstition et une idolâtrie. Cet arrêt n'a été que temporaire, car la pratique du pèlerinage chrétien est redevenue populaire parmi les anglicans. 
En Europe catholique, cette tradition s’est perpétuée bien plus longtemps, dans certains cas jusqu’à nos jours. Les membres d'autres branches du christianisme, comme les luthériens et les réformés, continuent également la pratique du pèlerinage chrétien, se rendant dans des lieux tels que la Terre Sainte, l'abbaye d'Iona en Écosse et Taizé en France.

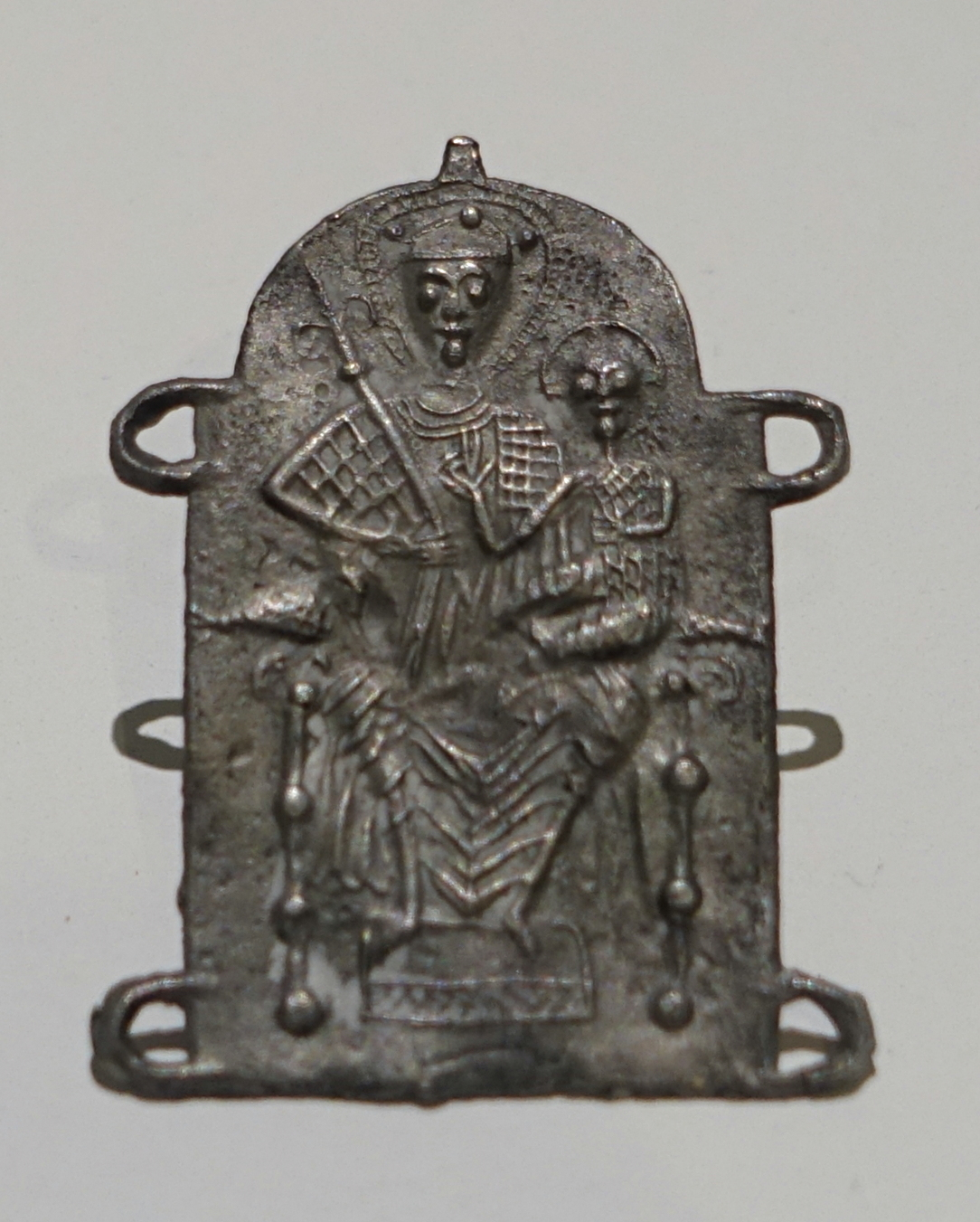
Enseigne trouvée à Brunswick (Basse-Saxe).
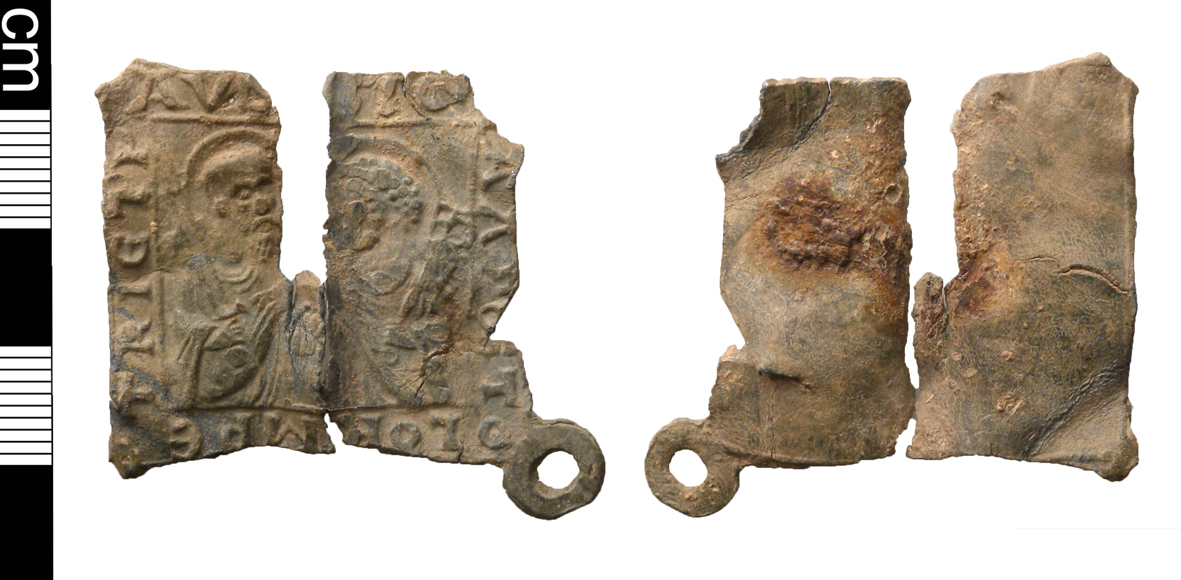
Enseigne en forme de plaque, en plomb, représentant les apôtres Pierre et Paul.
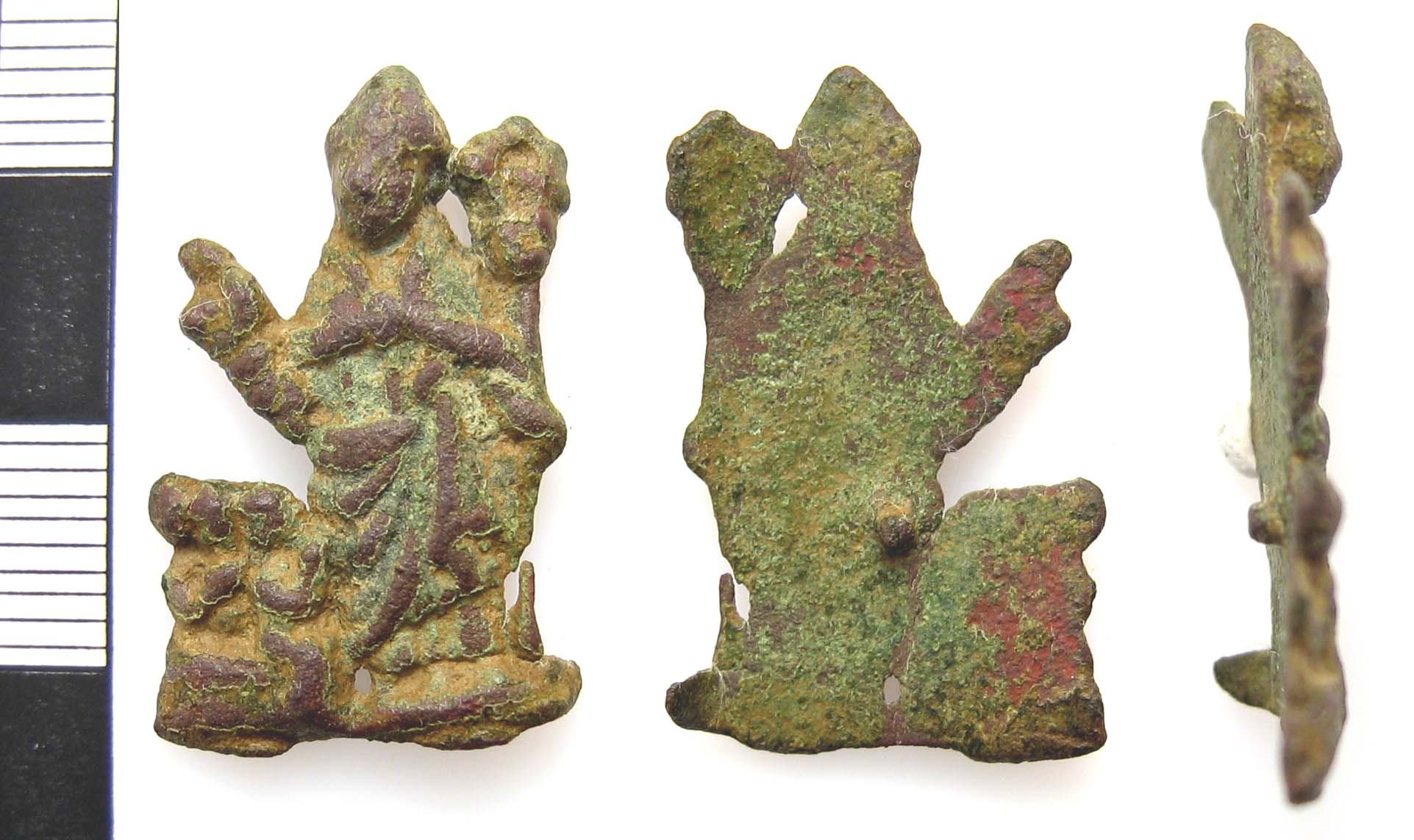
Enseigne en alliage de cuivre, représentant probablement saint Thomas Becket.
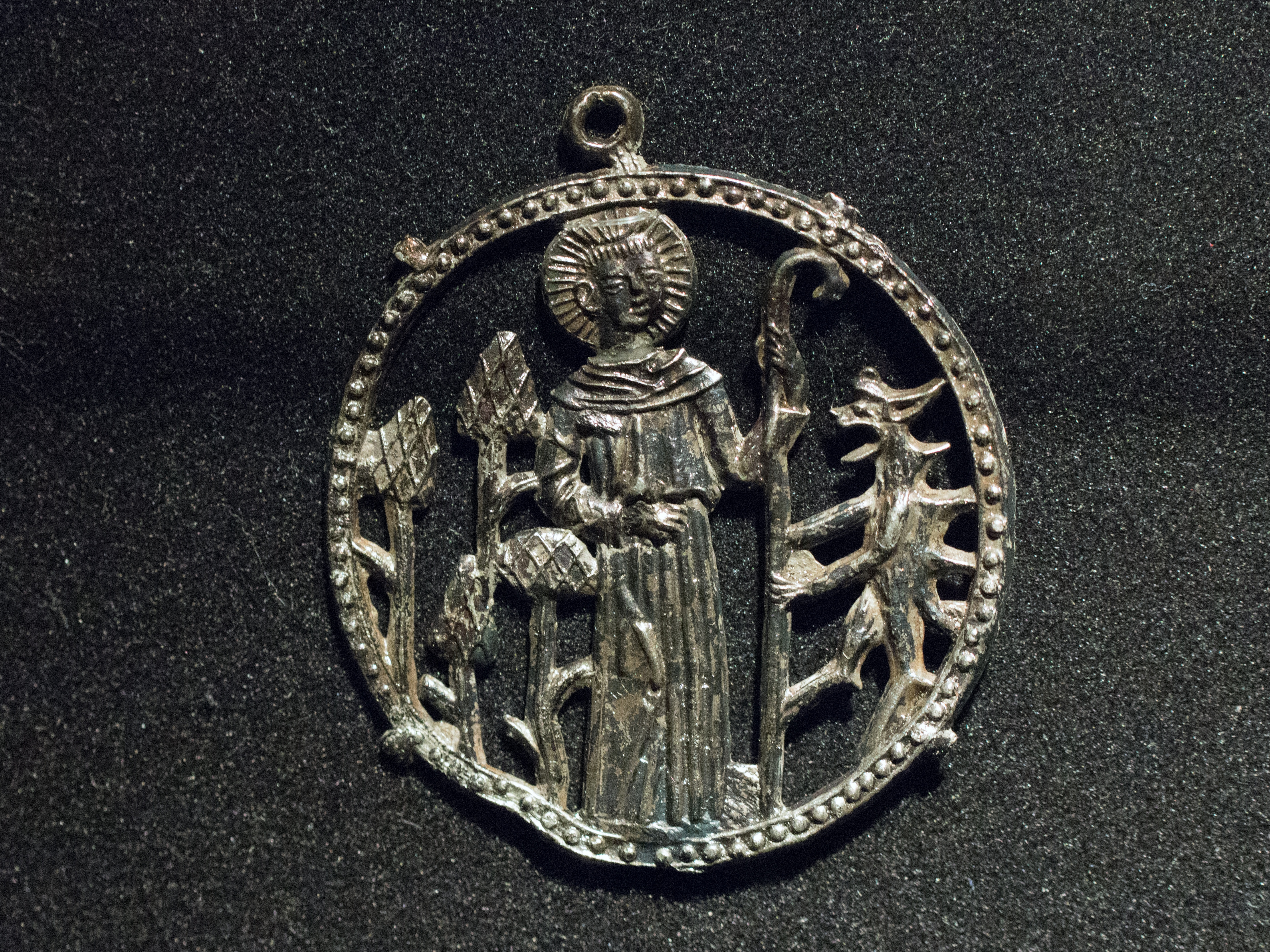
Enseigne représentant Procope de Sázava, trouvé à Karlova Hut' en Tchéquie.
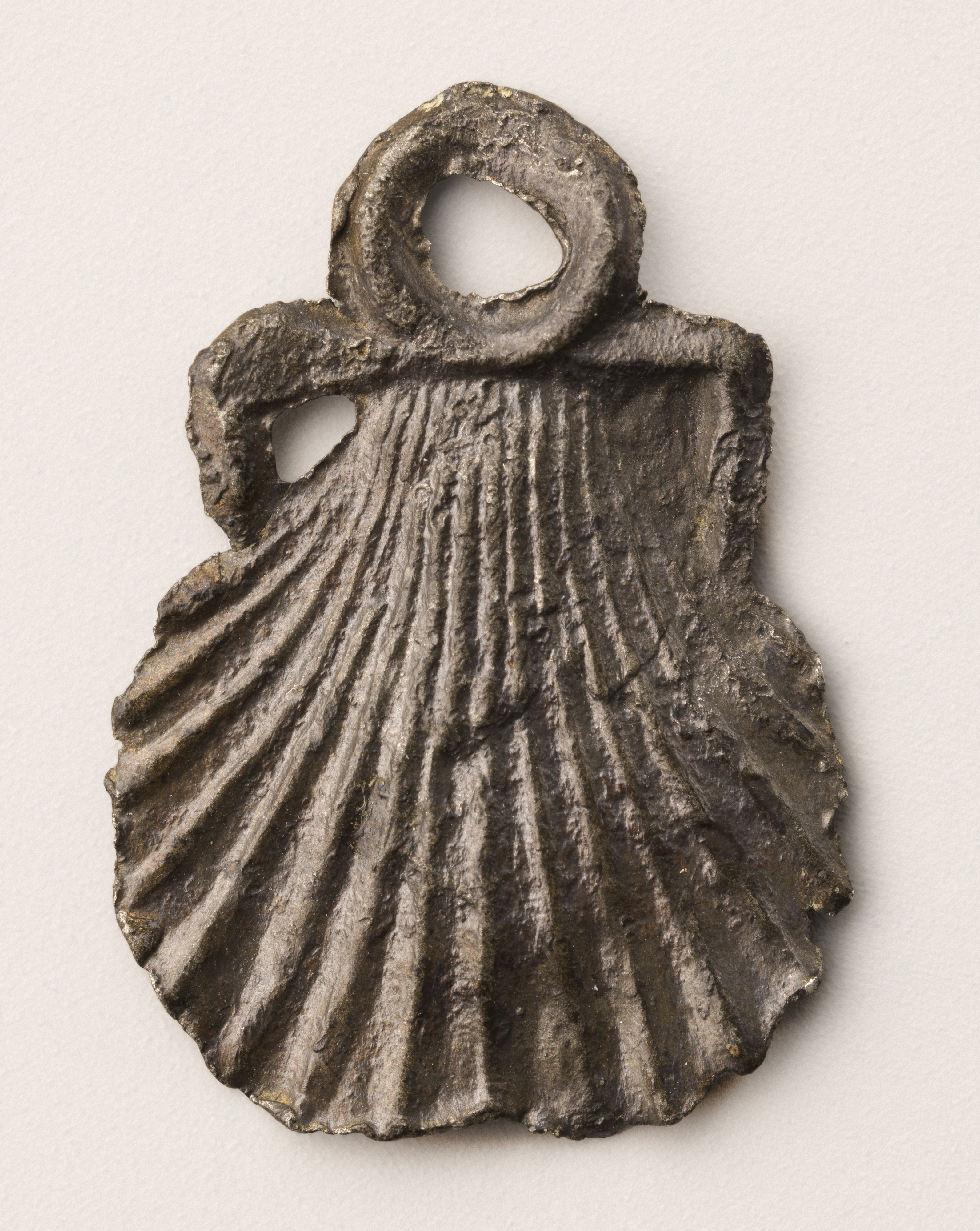
Enseigne en plomb en forme de coquille Saint-Jacques
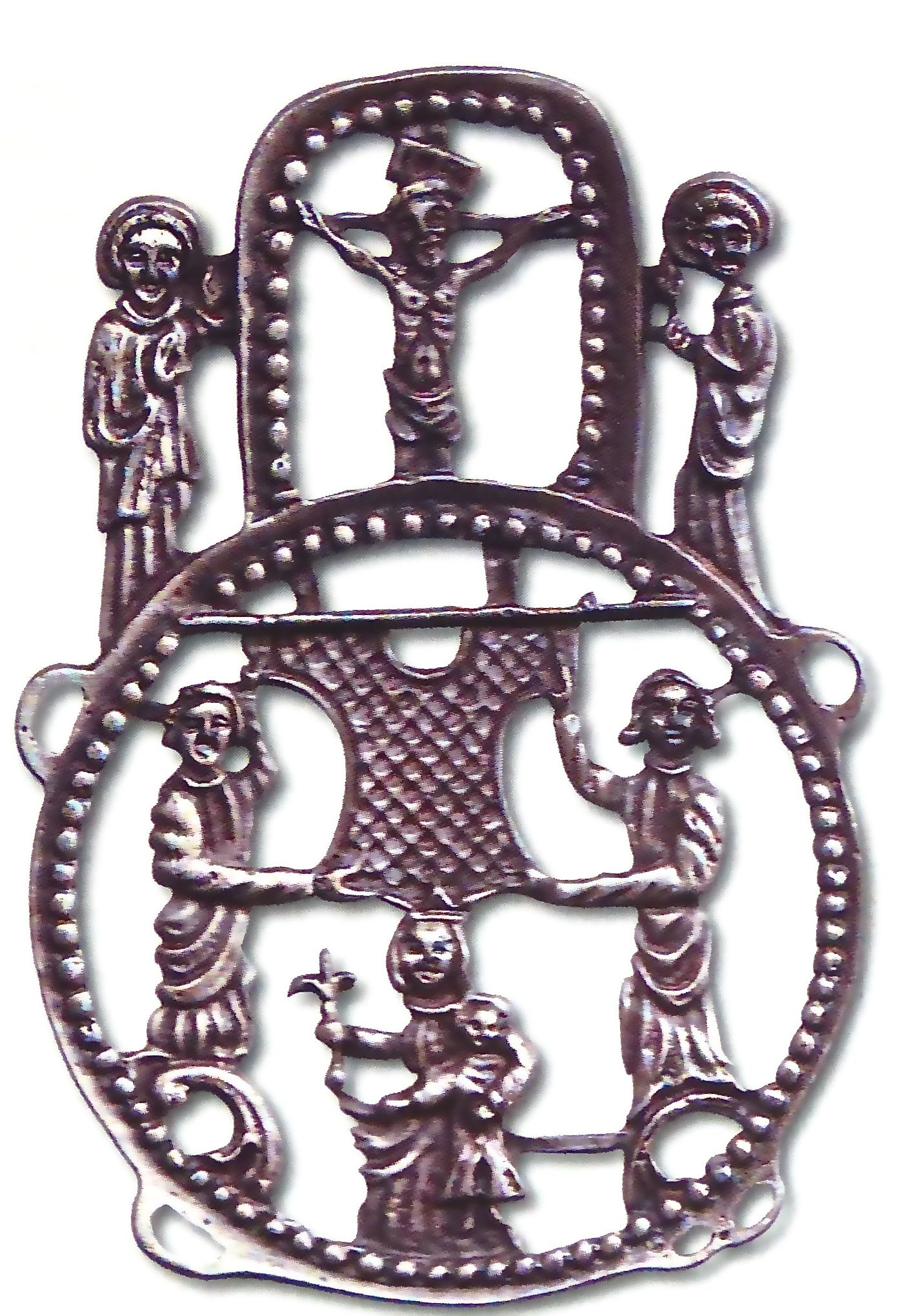
Reproduction moderne d'une enseigne d'Aix-la-Chapelle vers 1330